# ناريسوس
ناريسوس (بالإنجليزية: Nareau)‏ خالق الكون في أساطير جزر جلبرت (كيريباتي اليوم). سمي السيد العنكبوت. في البداية مشی وحيدا في الظلمة القاتمة تيبوماتيماكي «ظلمة العناق» ومن محارة رخوة خلق العالم. ثم من الرمل والماء خلق کائنين: نا أتيبو وني تيوكي، أي الرجل والمرأة. وهما خلقا الشمس والقمر من عيني ناريو، والنجوم من دماغه ومن لحمه وعظمه صنعا الجزر والأشجار. ومن اتحاد الكائنين الأولين ظهرت الآلهة الأخرى. وما يزال ناريو يظهر في الأرض كعنكبوت.